# Henry George Farmer
Henry George Farmer (* 17. Januar 1882 in Birr, Irland; † 30. Dezember 1965 in Law, South Lanarkshire, Schottland) war ein britischer Musikhistoriker, Komponist, Dirigent und Musiker. Er beschäftigte sich vor allem mit der Geschichte der arabischen Musik, deren Einfluss auf die mittelalterliche europäische Musiktheorie er hervorhob, außerdem der persischen und türkischen Musik sowie mit der Geschichte der europäischen Militärmusik und der schottischen Blasmusik. Farmer galt als Autorität für die Theorie der arabischen Musik und die Geschichte der arabischen Musikinstrumente.

## Werdegang
Henry George Farmer wurde 1882 als Sohn von Henry George Farmer († 1900) und Mary Ann Harling in Birr Barracks im Dorf Crinkle geboren, das damals zum King’s County (heute County Offaly) gehörte. Sein Interesse für die orientalische Musik geht vermutlich auf seinen Vater zurück, der als Dolmetscher im Leinster Regiment der Britischen Armee in Britisch-Indien und im Nahen Osten diente und fließend Arabisch und Hindustani sprach. Der Junge erhielt Unterricht im Violinen- und Klarinettenspiel an der Regimental School in Birr. Lokalzeitungen berichteten, dass er mit zehn Jahren zusammen mit seiner älteren Schwester auf der Violine Konzerte gab. Farmers Lehrer für Klavier und Harmonielehre war der Organist der katholischen St. Brendan’s Church, an der er Chorsänger war.
Mit 13 Jahren war er mit seinem Vater auf einer Urlaubsreise in London, wo sie auf einem Sonntagnachmittagskonzert das Royal Artillery Orchestra hörten, das von Ladislao Zavertal dirigiert wurde. Der Junge war begeistert und wollte sogleich Orchestermusiker werden. Ein Jahr später, 1896, wurde er als Jungmusiker in dieses Orchester aufgenommen und wirkte in der letzten Reihe mit. Um seine Position zu verbessern, nahm er bei mehreren Lehrern Privatunterricht an der Violine und Klarinette, sodass er 1902 zum ersten Hornisten aufstieg und in dieser Position bis 1910 mitspielte. Nebenher trat er auch mit anderen Orchestern als Musiker und gelegentlich als Dirigent auf.
Als Farmer wegen einer Brucherkrankung, die er sich möglicherweise bei den langen Märschen der Royal Artillery Band zugezogen hatte, seine Musikertätigkeit beenden musste, begann seine Dirigentenkarriere am Broadway Theatre in New Cross, London. Während er dort von 1910 bis 1913 die musikalische Leitung innehatte, war er zugleich in vielen anderen musikalischen Bereichen aktiv, mit denen er seinen Lebensunterhalt bestritt. Er unterrichtete Musik an mehreren County-Schulen, gründete das Irish Orchestra in London und dirigierte 1911–12 Konzerte, die von der National Sunday League organisiert wurden.
1914 erhielt Farmer das Angebot, musikalischer Leiter des Coliseum Theatre in Glasgow zu werden. In der ersten Jahreshälfte bekleidete er diese Position, danach wechselte er zum dortigen Empire Theatre, dem er als Dirigent bis 1947 verbunden blieb. Seine Dirigententätigkeit fiel in die Abendstunden, sodass er – abgesehen von Theaterproben montagmorgens – tagsüber Zeit für seine Studien fand.
Bereits vor seiner Umsiedlung nach Glasgow war er der Amalgamated Musicians’ Union (AMU) beigetreten. Diese Gewerkschaft wollte Mindestlöhne und bessere Arbeitsbedingungen für Orchestermusiker durchsetzen. Als Präsident von deren Ortsgruppe in Glasgow gründete er 1918 den Scottish Musicians’ Benevolent Fund, eine Wohltätigkeitsorganisation für Musiker, denen in Zeiten von Krankheit und bei sonstigen Problemen finanziell geholfen werden sollte. Eine solche Organisation tat not zu einer Zeit, als sich der Tonfilm in den Kinos verbreitete und die Stummfilme begleitenden Musiker arbeitslos wurden. Unter dem Namen Musicians’ Benevolent Fund ist die Organisation heute in ganz Großbritannien aktiv. 1919 rief er das Glasgow Symphony Orchestra ins Leben, dessen sonntägliche Konzerte er bis in die 1940er Jahre dirigierte. Die Dr Farmer’s Sax Band trat um 1918 erstmals im Winter Garden, einem Glasgebäude im Park Glasgow Green auf. Eine weitere Vereinsgründung war die Scottish Music Society im Jahr 1936.
1927 wurde Farmer in den Vorstand des Executive Committee of the Musicians' Union gewählt, das ein Zusammenschluss der AMU und der National Orchestral Union of Professional Musicians, einer weiteren Musikergewerkschaft war. Farmer übernahm von 1929 bis 1933 die Herausgeberschaft der Verbandszeitschrift und verfasste selbst die Mehrheit der Beiträge, in denen die sozialen Probleme der Musiker breit diskutiert wurden. Um nicht zu sehr als Ein-Mann-Zeitschrift zu erscheinen, verbarg er seine Beiträge hinter einem halben Dutzend Pseudonymen.
Nachdem 1922 die BBC gegründet worden war, gehörte es zu den Aufgaben von Farmer als Gewerkschaftsfunktionär, auf Einladung von John Reith die Verträge auszuhandeln, zu denen die Musikern beschäftigt werden sollten. Farmer war von 1928 bis 1939 Mitglied im Scottish Advisory Committee on Music der BBC und von 1929 bis 1933 Herausgeber des Musicians’ Journal. Von 1951 bis 1965 wirkte er als Bibliothekar an der Glasgower Universitätsbibliothek und betreute deren Musiksammlung. Henry George Farmer starb kurz vor seinem 84sten Geburtstag.

## Forschungen auf dem Gebiet der arabischen Musik
Der Verleger William Reeves, der 1912 ein Buch Farmers über die Royal Artillery Band veröffentlicht hatte (The Rise and Development of Military Music), beauftragte Farmer, das Werk des französischen Musikwissenschaftlers Francisco Salvador-Daniel, La musique arabe von 1863 ins Englische zu übersetzen. Salvador-Daniel war Direktor des Pariser Konservatoriums und beteiligt am sozialistischen Aufstand der Pariser Kommune, über die Farmer 1911 eine Reihe Artikel publiziert hatte. Farmer war daher am Autor und an dessen Thema interessiert. Später äußerte Farmer sich nicht sonderlich überzeugt von seiner Übersetzung und sah bei diesem Thema zu viele offene Fragen, die in der vorhandenen englischsprachigen Literatur widersprüchlich beantwortet wurden. Um der arabischen Musik in den arabischen Originaltexten nachgehen zu können, begann er 1918 als externer Student an der Universität Glasgow bei Thomas Hunter Weir Arabisch zu studieren. Dort lernte er den Orientalisten James Robson kennen, mit dem ihn eine lebenslange Freundschaft und gelegentliche Zusammenarbeit verband.
1924 erhielt Farmer den M.A.-Abschluss und 1926 seinen Doktorgrad (Ph.D.) mit der Arbeit A Musical History of the Arabs, die 1929 unter dem Titel A History of Arabian Music to the XIIIth Century erschien. Es folgten die Stipendien Carnegie Research Fellowship für die Jahre 1930–1931 und 1931–1932 sowie das Leverhulme Research Fellowship für 1933–1935. Deren Gelder erlaubten es ihm, zu Bibliotheken auf dem europäischen Kontinent zu reisen, um dort nach arabischen Manuskripten zu suchen.
Zur Kairoer Konferenz über arabische Musik 1932 reiste Farmer als einziger Vertreter Großbritanniens. Dort wurde er zum Leiter der Kommission für Handschriften und  Musikgeschichte gewählt. 1934 hielt er an der Universität Glasgow die Cranb Music Lectures. Im selben Jahr verlieh ihm die Universität Glasgow den D.Litt (Doctor of Letters), 1949 erhielt er von der Universität Edinburgh ehrenhalber die Doktorwürde D.Mus (Doctor of Music). Das Angebot einer Professorenstelle für Musik an der Universität Kairo lehnte Farmer 1946 ab und blieb stattdessen in Glasgow.
Von 1947 bis 1965 war Farmer Vizepräsident der Glasgow University Oriental Society. In der Royal Scottish Academy of Music gehörte er von 1950 bis 1962 zum Board of Directors.

## Wirkung

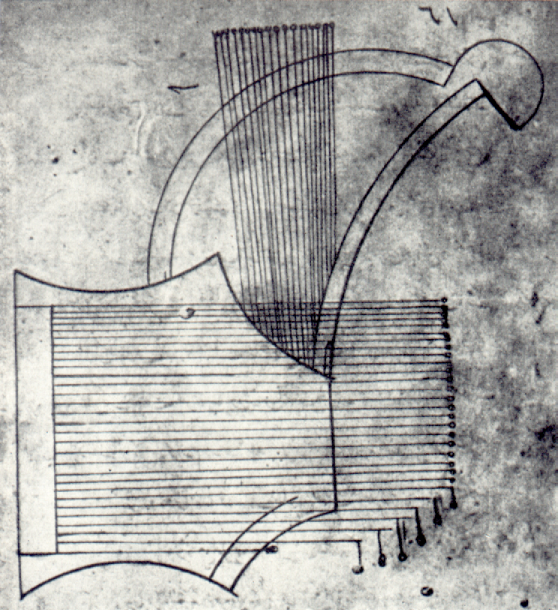
Abbildung des šāh-rūd in der in Kairo aufbewahrten Handschrift des Kitāb al-mūsīqī al kabīr von al-Farabi.

Farmer erforschte die arabische Musik nach den arabischen Manuskripten, die er in den Archiven fand. Er übersetzte, kommentierte und interpretierte die Werke bedeutender arabischer und persischer Musiktheoretiker und Historiker. Zu seinen Quellen gehörten unter anderem die Schriften des Philosophen al-Kindī (um 800–873), das Kitāb al-Mūsīqā al-kabīr („Das große Buch der Musik“) und das Kitāb fi ’l-īqāʿāt („Buch über Rhythmen“) von al-Farabi (872/3–950), al-ʿIqd al-farīd („Das einzige Halsband“) von Ibn ʿAbd Rabbihi (860–940), das Kitāb al-aġanī („Das Buch der Lieder“) von Abū l-Faraǧ (897–967), die Werke der jüdischen Philosophen Saadia Gaon (882–942) und Maimonides (1135–1204) bis zum osmanischen Schriftsteller Evliya Çelebi (1611–1683). Aus dem zehnbändigen Reisetagebuch (Seyahatnâme) Çelebis sortierte Farmer die Abschnitte heraus, in denen Musikinstrumente erwähnt werden und fügte sie zu einer Klassifizierung der in der osmanischen Musik verwendeten Musikinstrumente zusammen, die 1937 veröffentlicht wurde.
Feldforschung betrieb Farmer nicht, er beschäftigte sich kaum mit arabischer Volksmusik oder zeitgenössischer klassischer Musik. Er hob zwar lobend hervor, wenn die Autoren seiner Quellen wie etwa Evliya Çelebi selbst Musiker waren und daher die Musikinstrumente detailliert beschreiben konnten, er vernachlässigte jedoch die Aufführungspraxis und konzentrierte sich gänzlich auf die historische Musiktheorie. Nachdem er sich 1947 vom Empire Theatre in den Ruhestand verabschiedet hatte, beschäftigte er sich in den folgenden Jahren überwiegend mit dem Studium der arabischen Texte. Sein Ziel war eine vollständige Dokumentation der arabischen Musikinstrumente. Es erschienen viele Einzelveröffentlichungen mit Übersetzungen und Beschreibungen hierzu; sein Gesamtprojekt, die hunderte Instrumente aller arabischen Länder zu klassifizieren, erreichte er jedoch nicht mehr.
Farmer beschrieb seit 1925 die arabische Musik als Traditionsbewahrerin und als Weiterentwicklung der aus der griechischen Antike überlieferten Musiktheorie und betonte ihren Einfluss auf die mittelalterliche europäische Musiktheorie. Dieser „Einflusstheorie“ widersprachen Kathleen Schlesinger 1925 (Is European Musical Theory Indepted to the Arabs? A Reply to “The Arabian Influence on Musical Theory” by Henry George Farmer) und Otto Ursprung 1934 (Um die Frage nach dem arabischen bzw. maurischen Einfluss auf die abendländische Musik des Mittelalters). In späteren Publikationen verteidigte Farmer seine Theorie. The Arabian Influence on European Musical Theory (1925), The Arabic Musical Manuscripts in the Bodleian Library (1925) und  Historical Facts for the Arabian Musical Influence (1930) begründeten seinen internationalen Ruf.
Farmer, der den größten Teil seines Lebens in Glasgow verbrachte, sammelte sorgfältig Manuskripte, Briefe und Arbeitsmaterialien. Sie werden heute im Special Collections Department der Glasgower Universitätsbibliothek aufbewahrt.

## Veröffentlichungen (Auswahl)

### Monografien
- Memoirs of the Royal Artillery Band: Its Origin, History and Progress. An Account of the Rise of Military Music in England. Boosey & Co., London 1904 (bei Internet Archive)
- The Rise and Development of Military Music. William Reeves, London 1912 (New York 1970)
- Herausgegeben und übersetzt: The Music and Musical Instruments of the Arab with Introduction on How to Appreciate Arab Music by Francisco Salvador Daniel. 1915 (Boston 1973, Portland 1976, bei Internet Archive)
- The Arabic Musical Manuscripts in the Bodleian Library: A Descriptive Catalogue With Illustrations of Musical Instruments. William Reeves, London 1925
- The Arabian Influence on Musical Theory. William Reeves, London 1925.
- Byzantine Musical Instruments in the Ninth Century. William Reeves, London 1925.
- A History of Arabian Music to the XIIIth Century. (Dissertation) London 1929 (Luzac & Company, London 1967, 1973, bei Internet Archive)
- Historical Facts for the Arabian Musical Influence. Ayer Publishing, London 1930 (London 1964, New York 1971, 1974, bei Internet Archive)
- The Organ of the Ancients, From Eastern Sources (Hebrew, Syriac and Arabic). William Reeves, London 1931 (bei Internet Archive)
- Herausgegeben und übersetzt: Al Fārābī's Arabic-Latin Writings on Music. Glasgow 1934 (New York/London/Frankfurt 1965)
- Übersetzt und kommentiert: Turkish Instruments of Music in the Seventeenth Century. As described in the Siyāḥat nāma of Ewliyā Chelebī. Civic Press, Glasgow 1937 (Longwood Press, Portland, Maine 1976)
- Studies in Oriental Musical Instruments. Band 1. William Reeves, London 1931 (bei Internet Archive)
- Studies in Oriental Musical Instruments. Band 2. The Civic Press, Glasgow 1939.
- The Sources of Arabian Music: An Annotated Bibliography of Arabic Manuscripts Which Deal With the Theory, Practice, and History of Arabian Music. Selbstverlag, Bearsden 1940.
- Maimonides on Listening to Music. Selbstverlag, Bearsden 1941.
- Saʿadiyah Gaon on the Influence of Music. London 1943.
- Concerts in 18th Century Scotland. Proceedings of the Royal Philosophical Society of Glasgow for the 143rd session 1944–1945, Glasgow 1945.
- The Glen Collection of Musical Instruments. Glasgow 1945.
- The Minstrelsy of The Arabian Nights: A Study of Music and Musicians in the Arabic Alf laila wa laila. Selbstverlag, Bearsden 1945 (bei Internet Archive)
- A History of Music in Scotland. Hinrichsen Edition, London 1947 (London 1969, New York 1970)
- Music Making in the Olden Days: The Story of the Aberdeen Concerts, 1748–1801. Hinrichsen Edition, New York 1950.
- Cavaliere Zavertal and the Royal Artillery Band. Hinrichsen Edition, Museum House, London 1951.
- Oriental Studies, Mainly Musical. Hinrichsen Edition, London/New York 1953.
- History of the Royal Artillery Band, 1762–1953. Royal Artillery Institution, London 1954.
- The Song Captions in the Kitab al-aghani al-kabir. H. Baron, London 1955.
- Bernard Shaw's Sister and Her Friends: A New Angle on G.B.S. E. J. Brill, Leiden 1959.
- The Science of Music in the Mafatih Al-Ulum. Nachdruck aus: Transactions of the Glasgow University Oriental Society, Band 17, Glasgow 1959.
- Handel's Kettledrums, and Other Papers on Military Music. Hinrichsen Edition, London 1965.
- Al-Farabi's Arabic-Latin Writings on Music in the Ihsa al-`ulum. Hinrichsen Edition, London 1965.
- British Bands in Battle. Hinrichsen Edition, London 1965.
- Auf Deutsch: Islam. (Heinrich Besseler, Max Schneider (Hrsg.): Musikgeschichte in Bildern. Band III. Musik des Mittelalters und der Renaissance. Lieferung 2) Deutscher Verlag für Musik, Leipzig 1966.

### Artikel
- The Arab Influence on Music in the Western Soudan. In: Musical Standard XXIV, 448, November 1924, S. 158f.
- The Influence of Music: From Arabic Sources. In: Proceedings of the Musical Association, 52nd Session, 1925, S. 89–124.
- The Old Persian Musical Modes. In: Journal of the Royal Asiatic Society of Great Britain and Ireland, no. 1, Januar 1926, S. 93–95.
- A North African Folk Instrument. In: Journal of the Royal Asiatic Society of Great Britain and Ireland, no. 1, Januar 1928, S. 24–34.
- Music in Mediæval Scotland. In: Proceedings of the Musical Association, 56th Session, 1929, S. 69–90.
- Greek Theorists of Music in Arabic Translation. In: Isis, vol. 13, no. 2, Februar 1930, S. 325–333.
- British Musicians a Century Ago. In: Music & Letters, vol. 12, no. 4, Oktober 1931, S. 384–392.
- A Forgotten Composer of Anthems: William Savage (1720–1789). In: Music & Letters, vol. 17, no. 3, Juli 1936, S. 188–199.
- The Structure of the Arabian and Persian Lute in the Middle Ages. In: Journal of the Royal Asiatic Society, vol. 71, no. 1, Januar 1939, S. 41–51.
- An outline History of Persian Music and Musical Theory. In: A Survey of Persian Art., hrsg. von Pope und [Phyllis] Ackerman, vol. 3, Oxford University Press 1939.
- Unknown Birthdays of Some Georgian Musicians. In: Music & Letters, vol. 20, no. 3, Juli 1939, S. 299–303.
- Some Notes on the Irish Harp. In: Music & Letters, vol. 24, no. 2, April 1943, S. 100–107.
- An Historic March. In: Music & Letters, vol. 26, no. 3, Juli 1945, S. 172–177.
- Ghosts: An Excursus on Arabic Musical Bibliographies. In: Isis, vol. 36, no. 2, Januar 1946, S. 123–130.
- Crusading Martial Music. In: Music & Letters, vol. 30, no. 3. Juli 1949, S. 243–249.
- Music Down Below. In: The Musical Times, vol. 90, no. 1279, September 1949, S. 307–309.
- Henry George Farmer. Birr man recalls sixty years of a town's musical traditions. In: Midland Tribune, 17. Juni 1961.
- Monster Kettledrums. In: Music & Letters, vol. 43, no. 2, April 1962, S. 129–130.
- ʿAbdalqādir ibn Ġaibī on Instruments of Music. In: Oriens, vol. 15, Dezember 1962, S. 242–248.

Darüber hinaus verfasste Farmer mehrere Artikel für die 1949 bis 1968 erschienene erste Ausgabe der Musik in Geschichte und Gegenwart, die erste Auflage der Encyclopaedia of Islam und die fünfte Auflage von A Dictionary of Music and Musicians, herausgegeben von George Grove 1954.